# Halasinamaradahalli, Kanakapura
Halasinamaradahalli là một làng thuộc tehsil Kanakapura, huyện Ramanagara, bang Karnataka, Ấn Độ.